# Akim
Akim est une série de bande dessinée italienne (ou fumetti) publiée en petit format consacrée aux aventures du personnage du même nom. La série, publiée d'abord chez Edizioni Tomasina, détient le record du nombre de numéros avec un total de 756, soit trente années de parution bimensuelle chez l'éditeur français Aventures & Voyages. 
Akim est l'un des nombreux « clones » de ⁣⁣Tarzan⁣⁣, ⁣ aussi appelés tarzanides. Il se distingue par son étonnante longévité ainsi que par l'imagination débridée de son scénariste (Roberto Renzi) empruntant parfois à l'iconographie de films à succès tels que Star Wars. Si dans les premiers épisodes, le dessinateur Augusto Pedrazza se révèle assez maladroit, son style va s'affiner pour acquérir une souplesse qui sera un peu sa marque de fabrique. Sans jamais égaler pour autant les plus grands artistes du 9e art, notamment à cause du rythme de publication imposant la réalisation de 50 pages tous les quinze jours.

## Les Personnages
Jim Rank est le fils du consul et comte britannique de Calcutta, Frederick Rank. Alors que la famille rentre en Europe, leur bateau fait naufrage. Jim et sa mère échouent sur une plage africaine. Sa mère est peu après tuée par une panthère. Un gorille adopte Jim Rank, le soigne, le nourrit et lui enseigne le langage des animaux. Jim, désormais appelé Akim, devient le « roi de la jungle » et tous les animaux le reconnaissent comme tel.
Akim sauve une femme « blanche » nommée Rita. Elle devient sa compagne  et le couple vit dans un bungalow, entouré du gorille Kar et de l'espiègle guenon Zig (plus tard se joint à eux, une autre guenon appelée Ming)... Akim et Rita adoptent un jeune garçon, prénommé Jim.
Akim est entouré d'une « cour » d'animaux fidèles :
- les guenons Zig et Ming
- le gorille Kar
- l'éléphant Baroi
- le lion Rag.
- l'aigle Mol
- l'éléphanteau Simbo (neveu de Baroi)

et aussi  (personnages plus secondaires) :
- la cigogne Bek
- le panda Chuk

## Les Revues

### Akim
756 numéros de septembre 1958 à février 1991, bimensuel sur presque toute la durée de publication. Chaque numéro du fascicule a proposé un épisode du héros éponyme d'une longueur oscillant entre 50 et 60 pages. Mensuel du no 1 au no 22, puis bimensuel jusqu'à la fin. À partir du no 669, les épisodes d'Akim sont des rééditions dans l'ordre des épisodes 265 et suivants. Avant cela, les no 665 et 666 avaient repris l'épisode de Bengali no 15 qui n'était pas de Pedrazza. Une histoire complète est le plus souvent constituée de deux épisodes. À noter la particularité de la couverture du n° 47 qui est exactement similaire au n° 47 de la deuxième série.

### Akim Color
133 numéros de décembre 1967 à février 1979. Réédition en moyen format et en couleurs des aventures d'Akim (reprise des épisodes compris entre le 1 et le 212). On notera en séries annexes, des bandes dessinées britanniques La Dynastie des Turville (Geoff Campion et Reg Bunn) et Les Petits Hommes de l'Espace (Francisco Solano López).

### Bengali
129 numéros de juillet 1959 à novembre 1988, petit format noir et blanc. Originellement intitulée Akim Hors série, cette revue est d'abord trimestrielle avant de passer bimestrielle. Les aventures d'Akim du no 8 au no 16 sont réalisées par un dessinateur anonyme. Dans le no 7, Akim est remplacé par Rudy qui est un autre « clone » de Tarzan.

### Akim(2esérie)
120 numéros d'avril 1994 à mars 2004. Réédition des premiers épisodes dans l'ordre chronologique (sauf quelques omissions). À noter un article historique sur les anciennes revues de l'éditeur à partir du no 87. À noter la particularité de la couverture du n° 47 qui est exactement similaire au n° 47 de la première série.

### Akim(3esérie)
Akim est réédité depuis janvier 2013 au rythme bimestriel : dans chaque BD, on trouve toute l'histoire constituée de deux épisodes. Sur la couverture, on retrouve le logo Mon Journal, l'éditeur est en réalité Bocage et l'impression est réalisée en Italie. Cette série propose des couvertures inédites. À partir des n° 13 et 14, on trouve une histoire sur deux parutions (quatre épisodes). Format identique pour les n° 15 et 16. L'histoire qui débute au n° 17 comporte 5 épisodes se termine donc à la première moitié du n°19. L'histoire à partir de la deuxième moitié du n° 19 fait aussi cinq épisodes, mais pour la lire entièrement il a fallu attendre très longtemps. En effet l'édition de la série s'est interrompue pendant un an et demi (litige à la suite d'un problème au sujet du coût de la diffusion de la BD demandé par le distributeur MLP à l'éditeur Bocage), en conséquence le n° 19 est daté de janvier - février 2016, le n° 20 d'août - septembre 2017. Après un sondage auprès des lecteurs d'Akim le rythme de diffusion devient mensuel à compter du n° 34 de décembre 2019.

### Les albums
- La couronne de l'éternité, Aventures & Voyages (1974). Inédit
- Le désert noir / La reine Isis, Temps Fort (2002). Réédition des épisodes 82 et 83.

## Parution
En Italie, Akim est paru de 1950 à 1967, puis de 1976 à 1983.
Akim a aussi connu une réédition d'avril 1994 à mars 2004, le temps de 120 numéros mensuels.
Depuis octobre 2005, Akim est revenu en deuxième partie de Capt'ain Swing 2e série du numéro 138 (octobre 2005) au numéro 232 (août 2013).
Akim est depuis janvier 2013 en réédition au rythme bimestriel, diffusion confidentielle, car ne se trouve généralement que dans les supermarchés (alors qu'auparavant le réseau des buralistes assurait la diffusion de la première série et d'Akim Color). La diffusion s'arrête au n° 19 daté de janvier - février 2016 et ne reprend qu'en août - septembre 2017 pour le n° 20. À partir du n° 34 daté de décembre 2019, le rythme d'édition devient mensuel.